# Somatina discata
Somatina discata är en fjärilsart som beskrevs av W. Warren 1909. Somatina discata ingår i släktet Somatina och familjen mätare. Inga underarter finns listade i Catalogue of Life.